# Kloster Marienthal (Sornzig)
Das Kloster Marienthal war ein Zisterzienserinnenkloster im heutigen Ortsteil Sornzig der Stadt Mügeln im  Landkreis Nordsachsen in Sachsen. Das Kloster liegt am Hasenbach, einem Zufluss der Döllnitz nahe Mügeln im Zentrum des Obstlandes in einer Hügellandschaft. Sornzig liegt ungefähr in der Mitte zwischen Leipzig und Dresden. Größere Orte in der Nähe sind Leisnig und Döbeln.

## Architektur

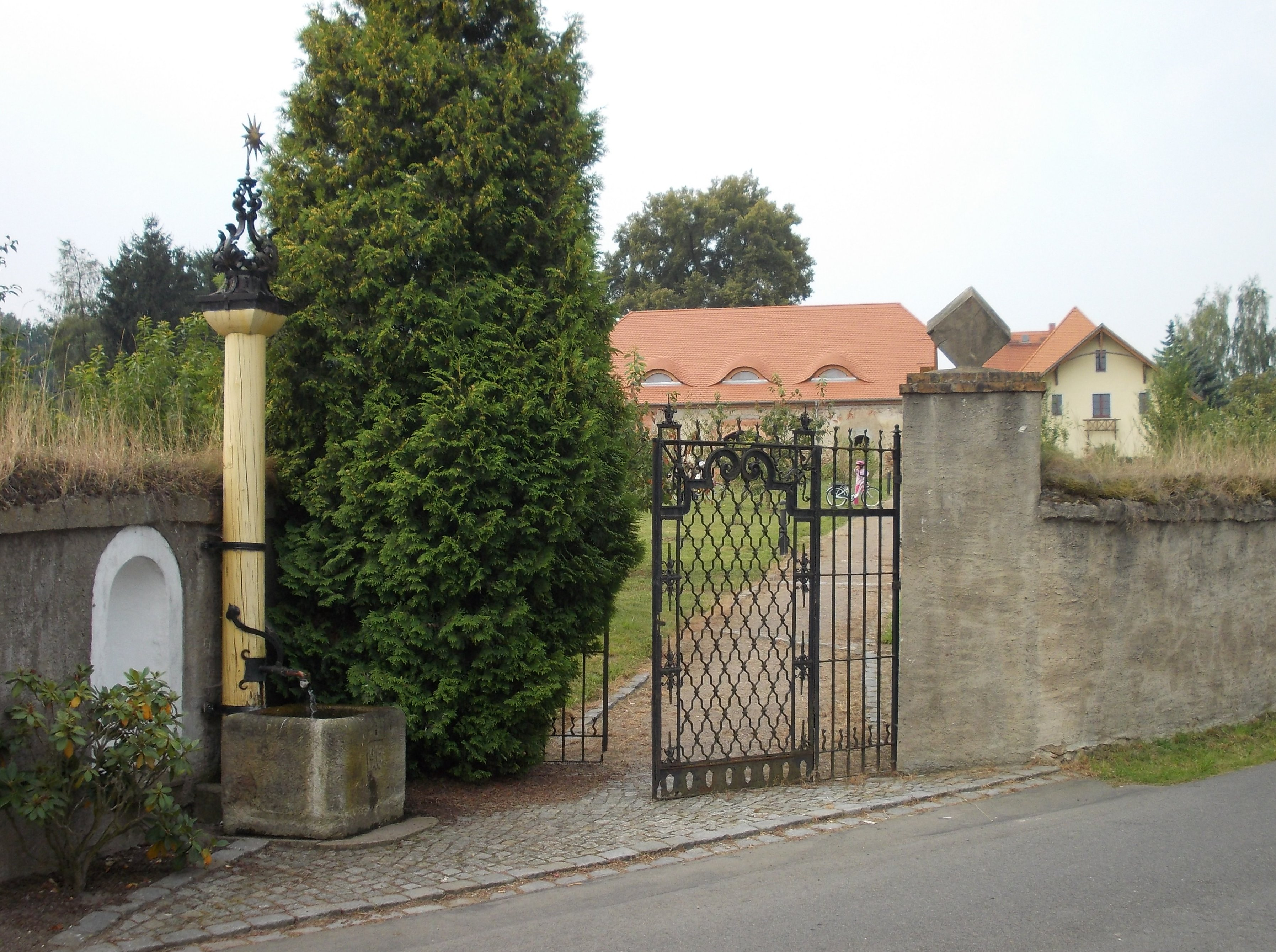
Klostermauer mit Brunnen und Eingang zum ehem. Klostergelände

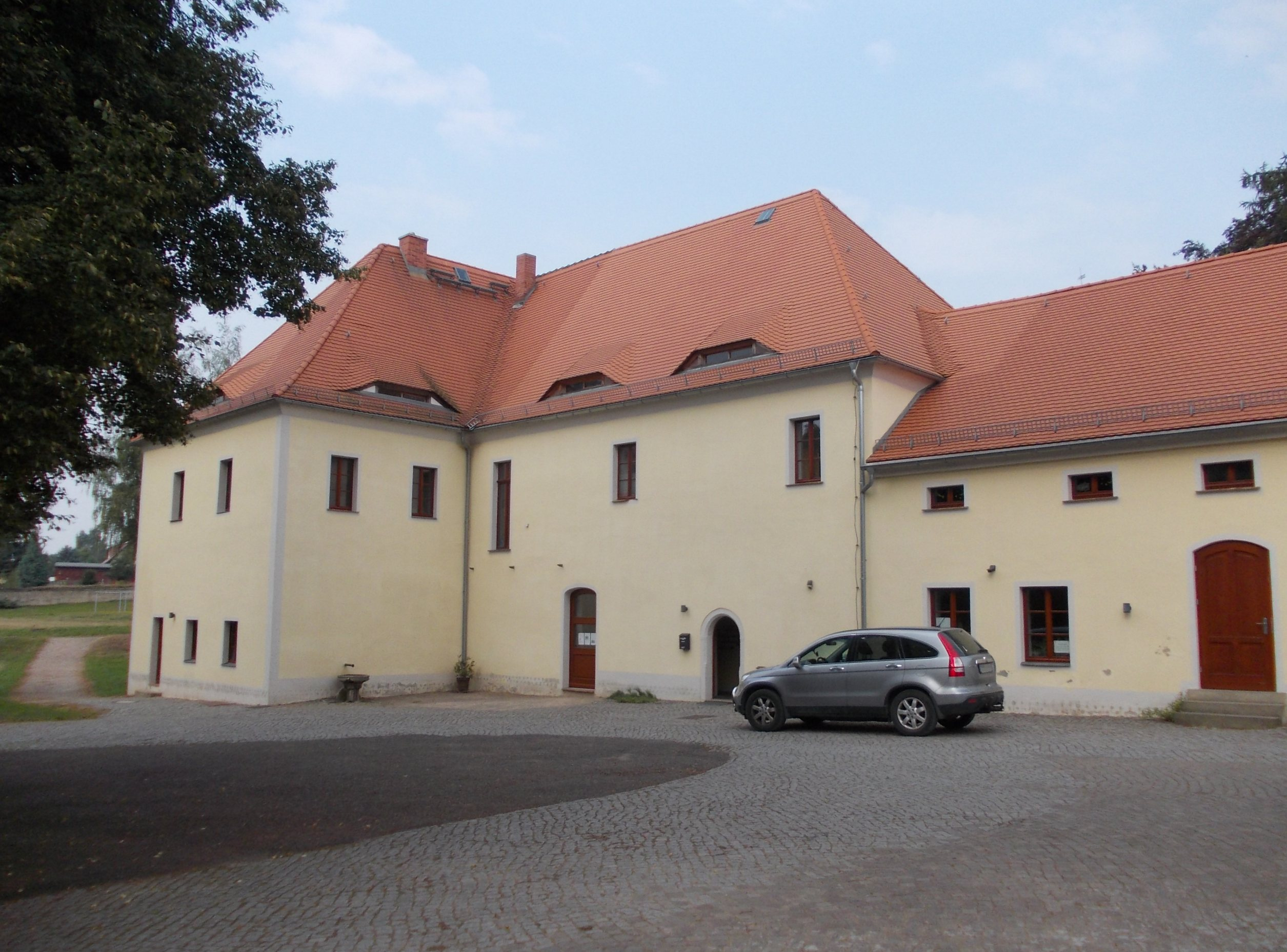
Schwesternhaus des ehem. Klosters, Hofansicht

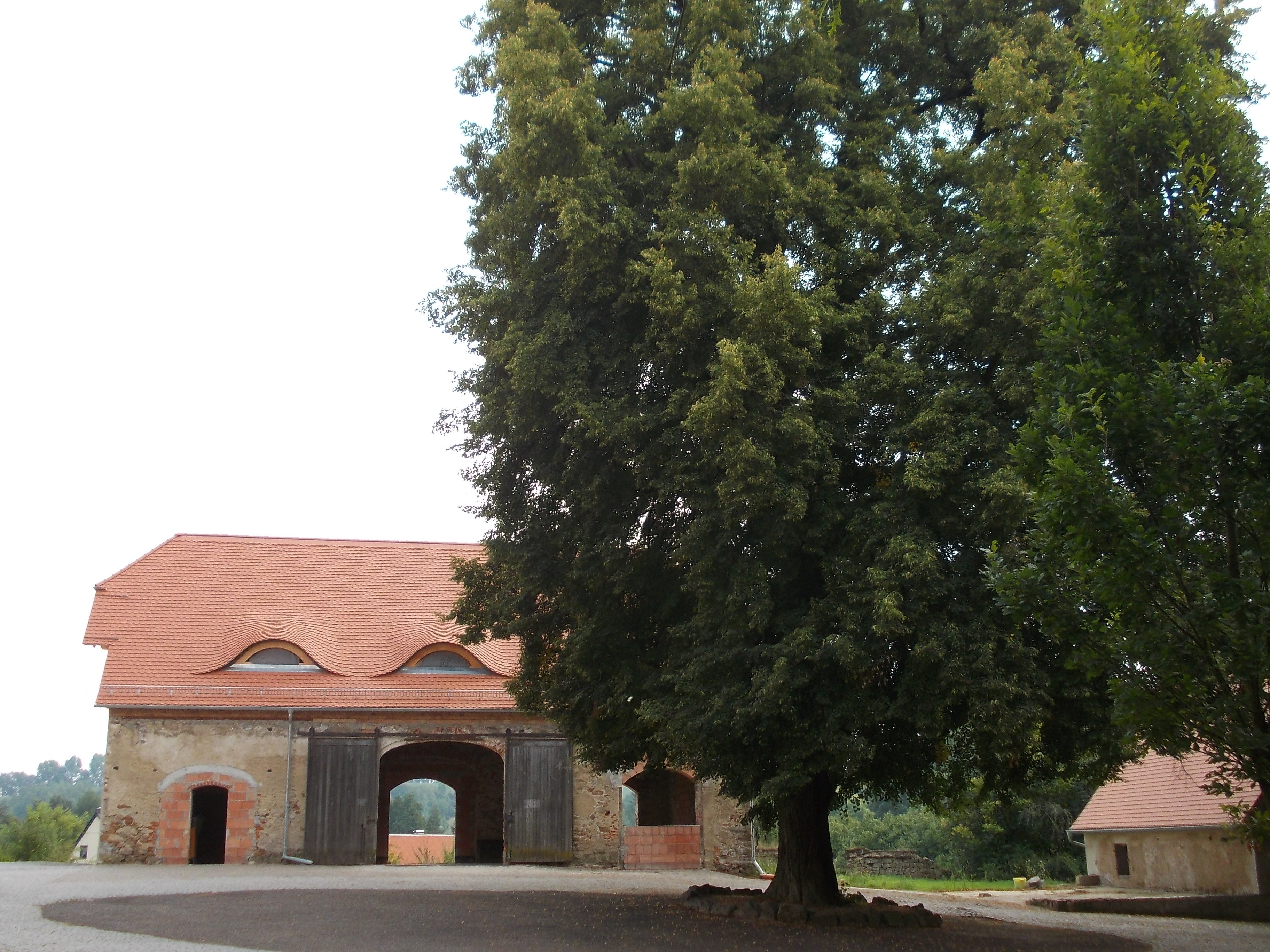
Scheune des ehem. Klosters, Hofansicht

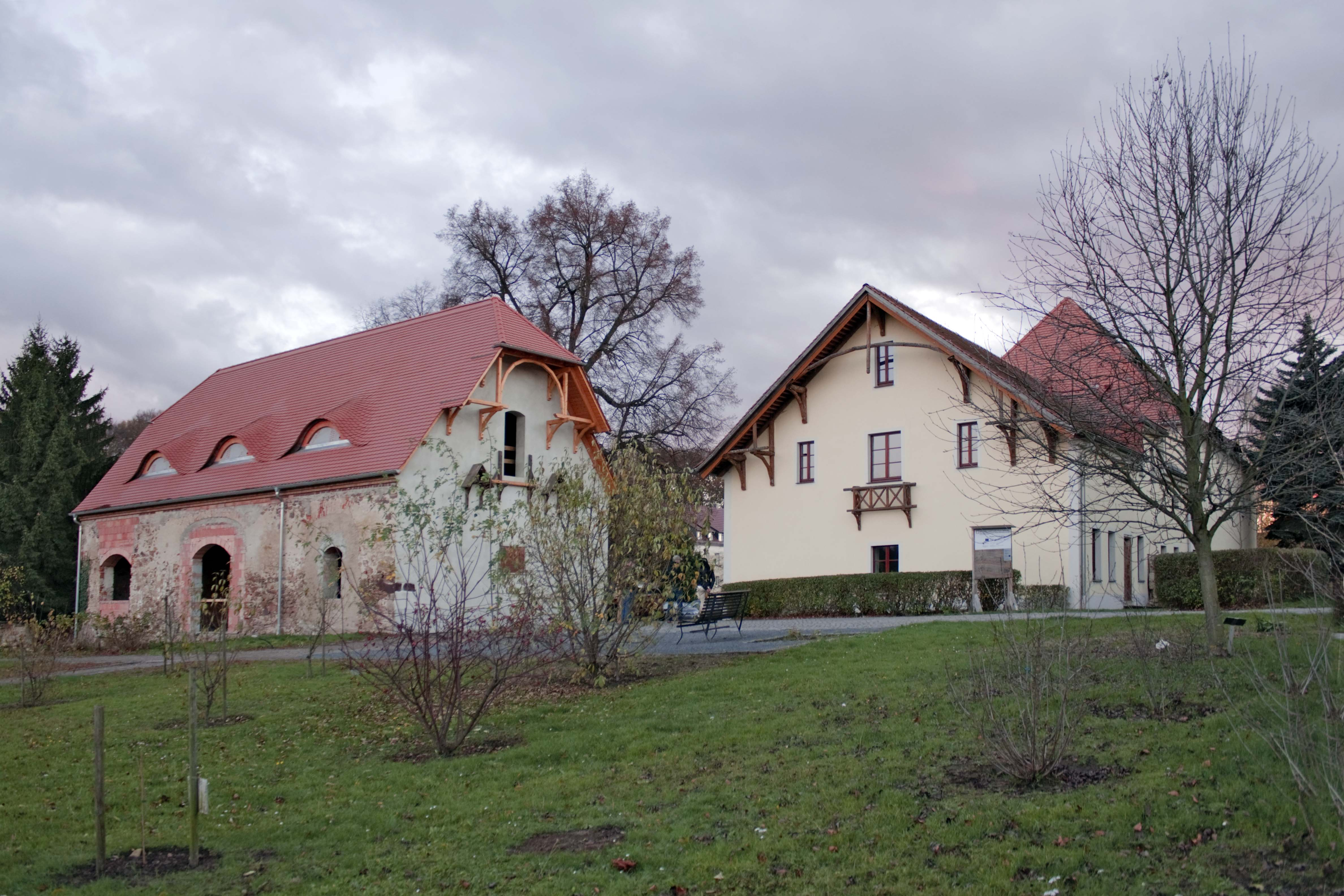
Scheune und Schwesternhaus des ehem. Klosters

Erhalten von der alten Klosteranlage ist neben dem Schwesternhaus die Klostermauer, die das ganze Gelände umgibt, die Klosterscheune und dazu der Klostergarten mit Fischteich der historischen Klostermühle. 

## Geschichte

### Klostergründung
Um 1150 gründete Sifridus de Mogelin (Siegfried I. von Mügeln) einen Edelhof in Sornzig. Dessen Vorfahren erhielten im 11. Jahrhundert das Gebiet um den Festenberg als eine königliche Schenkung, wahrscheinlich um als Vögte des Meißner Hochstifts zu agieren.
Das Nonnenkloster Marienthal des Zisterzienserordens in Sornzig wurde 1241 durch Siegfried III. von Mügeln gestiftet. Seit 1218 bestand bereits eine Burgwartskapelle auf dem Festenberg im Besitz des Klosters. 1243 bezeugte Meißner Bischof Konrad von Meißen, dass Siegfried von Mügeln die Pfarrkirche von Sornzig und die Burgkapelle zu Mügeln dem Kloster unterstellt habe. Durch Schenkungen an das Kloster kamen in der Folgezeit die umliegenden Ortschaften in Besitz des Klosters, welche dieses durch das Kloster-Amt Sornzig verwalten ließ. Die Zisterzienser-Nonnen führten im Kloster den Obstbau ein.

### Zeit bis zur Reformation im Jahr 1539
1252 nahm Markgraf Heinrich der Erlauchte (1215/16–1288) das Kloster Marienthal unter seinen Schutz. Er trat häufig als Förderer des Klosters in Erscheinung. Durch einen Brand wurde das Kloster im Jahr 1278 weitestgehend zerstört. Der Aufbau der zerstörten Gebäude wurde durch verschiedene Ablässe, u. a. durch den Merseburger Bischof Friedrich von Merseburg finanziert.

### Die Zeit von der Reformation 1539 bis zur Abdankung des letzten Bischofs von Meißen 1581
Im Zeitalter der Reformation begann die strenge Disziplin der Zisterzienserinnen nachzulassen. Der Flucht der Nonne Katharina von Bora aus dem nahen Kloster Nimbschen zu Ostern 1523 folgte die von sechs Nonnen aus dem Sornziger Kloster. Ihr Fluchthelfer wurde daraufhin enthauptet. Im Zuge der Einführung der Reformation kam es um 1539/1540 zur Säkularisation des Klosters Marienthal. Das Kloster wurde aufgehoben und das vom Staat eingezogene Vermögen der Fürstenschule St. Afra in Meißen zur Verfügung gestellt. Das Gebiet des Klosters wurde zwischen 1540 und 1570 als ein Teil des kurfürstlichen Schulamts Meißen verwaltet. Danach kam es im Tausch gegen das Amt Mühlberg an den Meißner Bischof Johann IX. von Haugwitz.

### Das Kloster Sornzig unter Verwaltung des Stiftsamts Wurzen 1581–1818
Am 20. Oktober 1581 dankte der letzte Bischof Johann IX. von Haugwitz ab und trat zum Protestantismus über. Er lebte bis zu seinem Tod im Jahr 1595 in Mügeln und erhielt das um 1150 erbaute Schloss Ruhethal, welchem er diesen Namen gab, sowie das ehemalige Kloster Marienthal in Sornzig, als Leibrente zur Nutzung.
Das Kloster-Amt Sornzig, welches seit 1570 in Besitz des Bischofs war, wurde 1584 unter die Verwaltung des Kollegiatstifts Wurzen gestellt. Es wurde somit vollständig in das seit 1547 albertinische Kursachsen eingegliedert, auch wenn es noch als Teil des Stiftsamts Wurzen bis 1818 durch eine eigens geschaffene „Kurfürstlich-Sächsische Stiftsregierung“ im Auftrage des Dresdener Hofes verwaltet wurde.
Im Jahr 1608 wurde das Klostergut Sornzig für 12 Jahre an Georg von Schleinitz verpachtet. Zwischen 1666 und 1761 war das ehemalige Klosteramt Sornzig eine Gutsherrschaft im Besitz der Familie von Burkersroda. Der Besitz des Klosterguts wurde ab 1763 an die Amtsuntertanen verteilt. Auf dem abgegebenen Sornziger Klosterland wurden um 1797 die drei neuen Orte Lichteneichen, Neubaderitz und Neusornzig gegründet.

### Das ehemalige Kloster Sornzig von 1818 bis zur Neuzeit

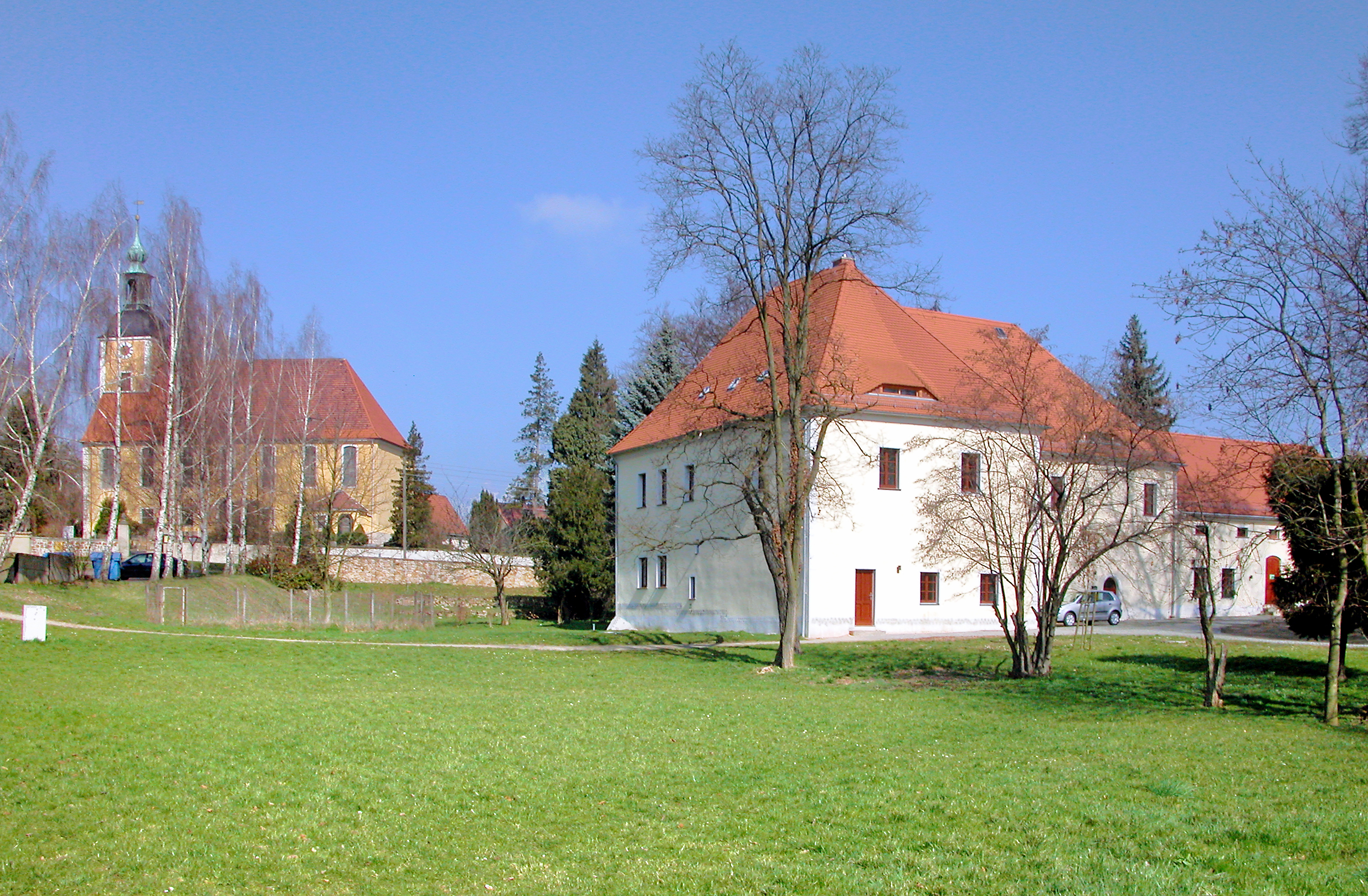
Sornzig, Kirche und ehem. Kloster Marienthal

Nach der Auflösung der wettinischen Stiftsregierung,
der Auflösung des Stiftamts Wurzen im Jahr 1818 wurde das Amt Mügeln mit Sornzig ein landesherrliches Amt im Leipziger Kreis des Königreichs Sachsen. Es bestand bis 1856 und wurde dann von den Gerichtsämtern Mügeln und Oschatz abgelöst.

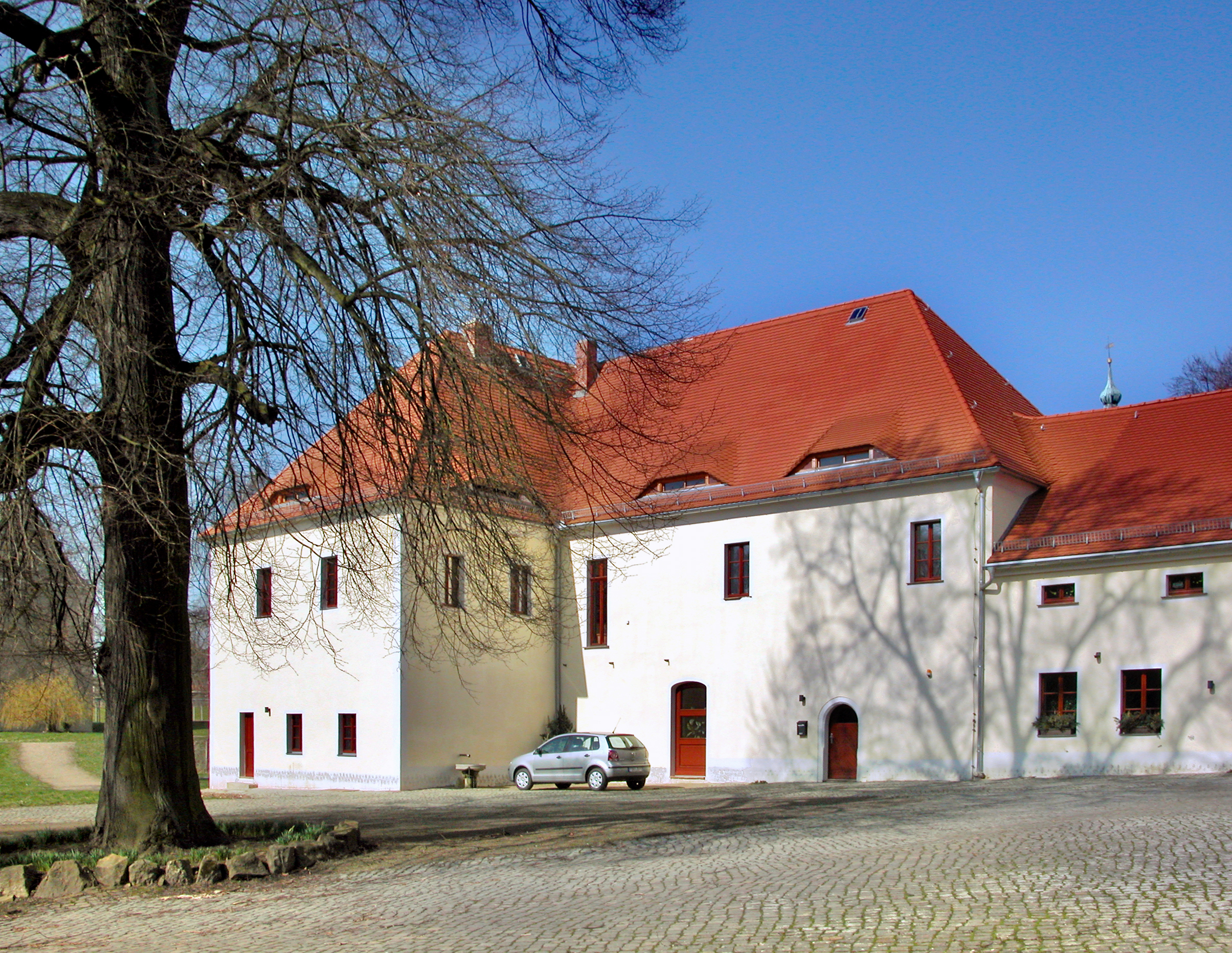
Sornzig, ehem. Kloster Marienthal 2009

Das Klostergelände wurde im Jahr 1892 vom Leipziger Stadtplaner Ludolf Colditz gekauft. Er restaurierte die Gebäude und führte den modernen Plantagen-Obstbau in Sornzig ein.
Nach dem Zweiten Weltkrieg wurde die Familie Colditz 1946 enteignet. Der Obstbau wurde als staatliches Unternehmen als „Volksgut Sornzig“ bis 1990 weitergeführt.
Nach der Wiedervereinigung wurde das Klostergebäude von der Familie Colditz zurückerworben und innen und außen denkmalschutzgerecht rekonstruiert.
1996 gründete sich die Stiftung „Dr. Ludolf Colditz – Kloster Marienthal“, die sich den Erhalt und die Nutzung der Anlage auf die Fahnen schreibt.